# Бріґітте Монгаупт
Бріґітте Маргрет Іда Монгаупт (нім. Brigitte Margret Ida Mohnhaupt, нар. 24 червня 1949, Райнберґ) — німецька міська партизанка, членкиня Фракції Червоної армії (РАФ) і Соціалістичного колективу пацієнтів (Socialist Patients' Collective). За участь у терористичних актах засуджена до довічного ув'язнення 1982 року, проте 27 березня 2007 року звільнена.

## Ранні роки
Народилася 24 червня 1949 р. у Райнберзі в сім'ї співробітника видавничого дому. 1967 року вступила на філософський факультет Мюнгенського університету. Наприкінці 1960-х вступила до лав антивоєнного руху. На радикалізацію поглядів Монгаупт вплинула робота Карлуса Марігелли «Короткий підручник міської ґерільї». Входила до Соціалістичного колективу пацієнтів. Після розпуску організації разом з Ірмгардом Меллером приєдналася до Фракції Червоної Армії.

## Фракція Червоної Армії
Монгаупт стала членкинею РАФ приблизно 1971 року. Тоді вона ще не мала значного впливу, але брала активну участь у приготуванні збройних нападів і терактів. 9 червня 1972 року її було заарештовано. Монгаупт звинувачували у підробці документів і незаконному зберіганні зброї. Перебуваючи у в'язниці, вона тримала зв'язок з лідерами РАФ — Баадером й Енслін. Після загибелі Ульріки Майнгоф 1976 року, Монгаупт перевели до в'язниці «Штаммгайм», в якій перебували Баадер, Енслін і Распе. Через її особистісні якості Баадер та Енслін убачали в Монгаупт нову лідерку РАФ на волі. Вийшовши з в'язниці 8 лютого 1977 року, вона відразу перейшла на нелегальне становище, щоб розпочати боротьбу за звільнення соратників. З 1977 до 1982 року Монгаупт очолювала так зване «друге покоління» РАФ і активно долучилася до розробки планування озброєних акцій під час "Німецької осені". Після арешту в листопаді 1982 року її засудили до п'яти довічних ув'язнень і ще на 15 років позбавлення волі за вбивство в 9 випадках.

## Після звільнення
Після 24 років ув'язнення 57-річну Монгаупт звільнили умовно 27 березня 2007 року. При звільненні взяли до уваги, що Монгаупт перебувала під вартою довше, ніж будь-хто з нацистських злочинців, крім Рудольфа Гесса.
Після звільнення через свого адвоката Монгаупт повідомила, що переслідуватиме кожного, хто публічно називатиме її «вбивцею» або «найжахливішою терористкою». Захисник Монгаупт обґрунтував цю вимогу правом на повноцінну інтеграцію в суспільство, яке надається будь-якому звільненому. Ця заява призвела до активної дискусії про те, в який спосіб колишніх терористів можна інтегрувати в суспільство після такого тривалого ув'язнення. Багато політиків і громадських діячів визнали право Монгаупт на захист свого імені, противники цього підходу казали, що подібне ставлення до минулого обмежує свободу слова й можливості осмислити наслідки ліворадикального терору.
На відміну від деяких членів РАФ (Боок, Вишневські, Малер, Пролл, Шиллер), Монгаупт не дає коментарів з приводу своєї участі в РАФ. Виступаючи свідкою у справі Верени Бекер, яку підозрюють у вбивстві Генерального прокурора ФРН Зігфріда Бубака 1977 р., Монгаупт відмовилася свідчити за чи проти колишньої соратниці.

## Кінематограф
У фільмі 2008 року, присвяченому історії Фракції Червоної Армії "Комплекс Баадера — Майнгоф" роль Монгаупт виконала акторка Надя Уль.